# BH-Zaun von Cardrona

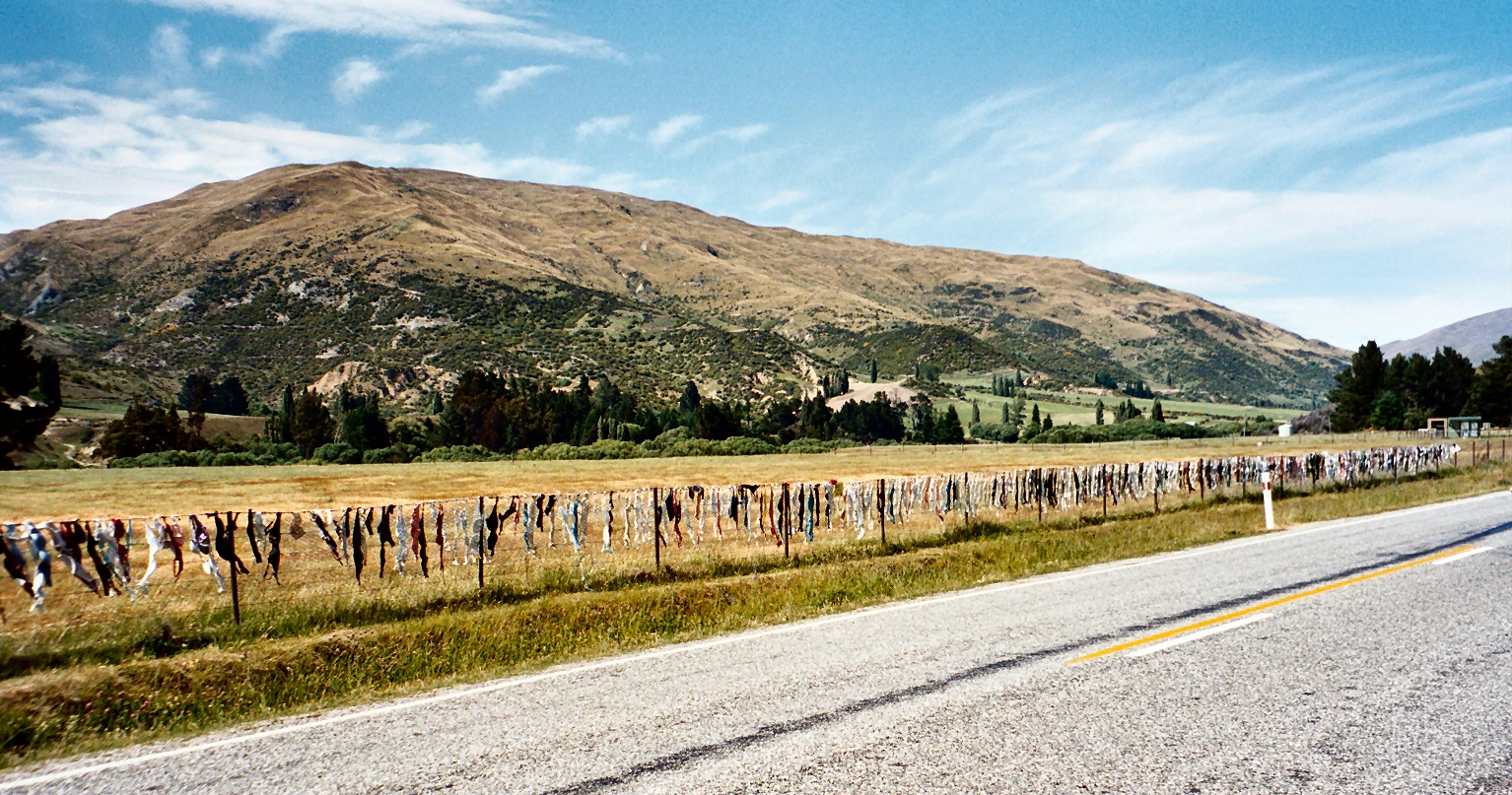
Der BH-Zaun im Jahr 2002

Der BH-Zaun von Cardrona (englisch Cardrona Bra Fence) ist eine gleichermaßen beliebte wie umstrittene Touristenattraktion nahe Cardrona in Neuseeland, die zu Beginn des 21. Jahrhunderts entstand. An dem Zaun hingen bei der letzten Zählung (Januar 2020) etwa 1000 Büstenhalter (BH).

## Lage
Der Zaun stand entlang der Cardrona Valley Road im Tal des Cardrona River in der Region Otago auf der Südinsel Neuseelands und wurde 2013 etwa 100 Meter in den auf die Road mündenden Zugangsweg der Cardrona Distillery versetzt. Er befindet sich nahe der Siedlung Cardrona, etwa mittig zwischen den Orten Wanaka im Norden sowie Arrowtown und Queenstown im Süden.

## Geschichte
Die Geschichte des Zauns begann zwischen Weihnachten 1998 und Neujahr 1999, als erstmals vier Büstenhalter an einem Zaun einer angrenzenden Farm entdeckt wurden. Über die Beweggründe hierzu ist nichts bekannt; Gerüchten zufolge verbrachte eine Frauengruppe die Silvesternacht im nahe gelegenen Hotel Cardrona. Mit der Zeit hängten weitere Passanten dort BH auf. Bekanntheit erlangte der Zaun jedoch erst, als sämtliche BH entwendet wurden, worüber schließlich auch verschiedene Medien und Zeitungen berichteten. In der Folge wurden immer mehr BH an den Zaun gehängt, sodass dort wenige Wochen später bereits 60 BH hingen. Im Oktober 2000 befanden sich etwa 200 BH am Zaun, der sich zu einer Touristenattraktion entwickelte. Zu diesem Zeitpunkt hatten sogar Medien aus anderen Kontinenten über den Zaun berichtet. Immer wieder wurde der Zaun Ziel von Diebstählen.
Trotz der Beliebtheit bei Bewohnern und Touristen entfachten sich schon früh Rechtsstreitigkeiten, da viele Menschen den Zaun als Peinlichkeit und Schandfleck empfanden. Zudem wurde befürchtet, dass Autofahrer durch ihn vom Straßenverkehr abgelenkt würden. 2006 schließlich wurden sämtliche BH, etwa 1500 zu diesem Zeitpunkt, auf behördliche Anordnung hin entfernt, nachdem festgestellt worden war, dass sich der Zaun auf öffentlichem Grund befindet.
2013 sorgte Schafzüchter Sam Lee (laut anderer Quelle John Lee), Besitzer der angrenzenden Farm, für die Wiederbelebung der Attraktion. Lee gab an, dass die Reaktionen überwiegend positiv seien, Touristen anlockten und er BH per Post erhalte, um sie dort aufzuhängen. Zudem habe der Zaun sich zum meistfotografierten Objekt der Umgebung entwickelt. Um den Diebstählen Einhalt zu gebieten, wurden Überwachungskameras installiert.

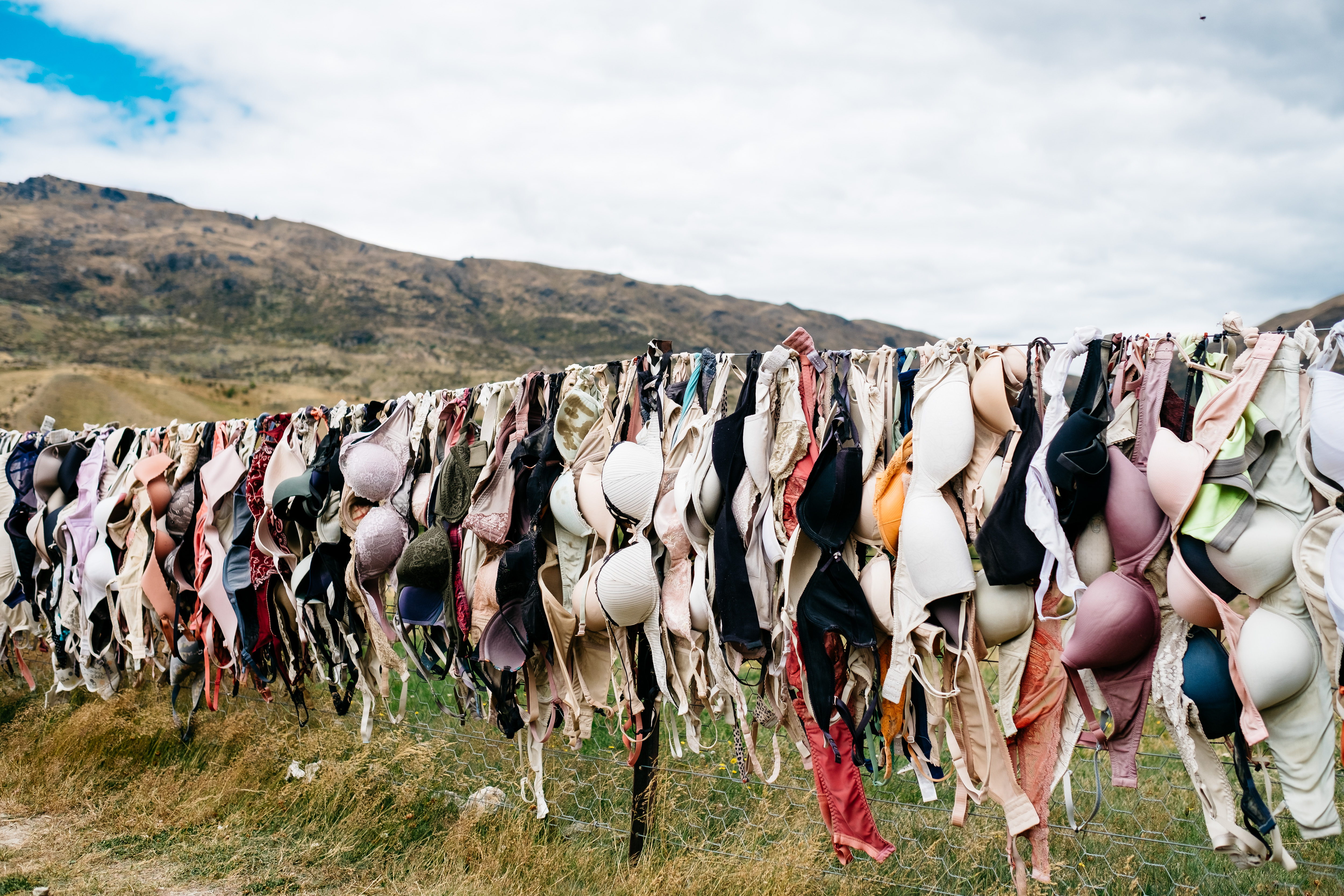
Der BH-Zaun 2017

Da der Zaun tatsächlich eine Gefahr für den Verkehr darstellte, seine Popularität jedoch auch stetig zunahm, wurde er letztendlich nicht entfernt, sondern an die Einfahrt zur Pferderanch und Quadbikestrecke The Cardrona sowie der Whiskeybrennerei Cardrona Distillery 100 Meter abseits des vielbefahrenen Highway verlegt. Die Besitzer von The Cardrona Kelly Spaans und Sean Colbourne übernahmen 2013 freiwillig Pflege und Schutz des Zauns und bieten seither, ebenso wie die Besitzer der Whiskeybrennerei, Touren für Touristen an. Bis 2020 befanden sich wieder etwa 1000 BH am Zaun und es werden regelmäßig alte und durch Witterung verunreinigte BH entfernt, um Platz für neue zu schaffen. Mittlerweile wird die Attraktion von Touristen aus aller Welt besucht.

### Brustkrebs-Spendensammlung
2015 erhielt der Zaun den Beinamen „Bradrona“ (Kofferwort aus bra, engl. für BH, und Cardrona), mit dem fortan Spenden für die neuseeländische Brustkrebs-Vereinigung gesammelt wurden. Hierfür wurden ein pinkfarbenes Schild und eine Spendenbox am Zaun aufgestellt. Bis 2017 wurden bereits knapp 30.000 NZD (etwa 16.500 Euro) gesammelt. Zusätzlich gibt die benachbarte Whiskeybrennerei Cardrona Distillery seither einmal jährlich die Sonderedition „The Source 'Pink' Barrel Aged Gin“ heraus, aus deren Verkauf 5 NZD pro Flasche gespendet werden; hierdurch kamen bis 2017 weitere 5000 NZD zusammen.

## Nachahmungen
An verschiedenen Stellen in Neuseeland sind ähnliche Zäune errichtet worden, so beispielsweise in Wairarapa oder Nelson.